# Parco nazionale di Koli
Il parco nazionale di Koli si trova nella Carelia settentrionale, in Finlandia. La collina di Koli, alta 347 m, si erge sul lago Pielinen ed è considerata una delle principali attrattive turistiche della Finlandia.
Venne dichiarata parco nazionale nel 1991, dopo un acceso dibattito tra gruppi di ambientalisti e proprietari terrieri. Questi ultimi accettarono infine di vendere le loro terre, mentre gli ambientalisti ritirarono la richiesta di demolizione dell'Hotel Koli, situato in cima alla collina.
L'Ukko-Koli è il punto più elevato, e 200 m più avanti si trova l'Akka-Koli, un altro picco. Mammutti è il nome di un'enorme pietra con un "tempio del silenzio", utilizzato per celebrazioni religiose. Il massiccio pinnacolo di roccia nelle vicinanze è chiamato Pahakoli, lett. "Koli malvagio". Più a sud, si erge Mäkrävaara, una collina nota ai turisti per i fantastici panorami che offre.